# Nozomi Yamago
Nozomi Yamago (山郷 のぞみ Yamago Nozomi?,  nacido el 16 de enero de 1975 en Saitama) es una exfutbolista japonesa que jugaba como guardameta.
Yamago jugó 96 veces para la selección femenina de fútbol de Japón entre 1997 y 2011. Yamago fue elegida para integrar la selección nacional de Japón para los Copa Mundial Femenina de Fútbol de 1999, 2003, 2007, 2011 y Juegos Olímpicos de Verano de 2004.

## Trayectoria

### Clubes
| Club              | País           | Año         |
| ----------------- | -------------- | ----------- |
| Iga FC Kunoichi   | Japón          | 1993 - 2001 |
| Saitama Reinas FC | Japón          | 2002 - 2004 |
| California Storm  | Estados Unidos | 2005        |
| Urawa Reds        | Japón          | 2005 - 2012 |
| AS Elfen Saitama  | Japón          | 2013 - 2014 |

### Selección nacional
| Selección | País  | Año         |
| --------- | ----- | ----------- |
| Absoluta  | Japón | 1997 - 2011 |

## Estadística de equipo nacional
| Selección femenina de fútbol de Japón | Selección femenina de fútbol de Japón | Selección femenina de fútbol de Japón |
| Año                                   | Partidos                              | Goles                                 |
| ------------------------------------- | ------------------------------------- | ------------------------------------- |
| 1997                                  | 6                                     | 0                                     |
| 1998                                  | 8                                     | 0                                     |
| 1999                                  | 10                                    | 0                                     |
| 2000                                  | 4                                     | 0                                     |
| 2001                                  | 10                                    | 0                                     |
| 2002                                  | 8                                     | 0                                     |
| 2003                                  | 15                                    | 0                                     |
| 2004                                  | 10                                    | 0                                     |
| 2005                                  | 5                                     | 0                                     |
| 2006                                  | 4                                     | 0                                     |
| 2007                                  | 3                                     | 0                                     |
| 2008                                  | 3                                     | 0                                     |
| 2009                                  | 2                                     | 0                                     |
| 2010                                  | 7                                     | 0                                     |
| 2011                                  | 1                                     | 0                                     |
| Total                                 | 96                                    | 0                                     |